# Cogne
Cogne egy  község Olaszországban, Valle d’Aosta régióban.

## Elhelyezkedése

Cogne község Valle d'Aosta térképén

Aostától 26,5 km-re található.

## Turizmus
Cogne az egyik legkedveltebb alpesi üdülőhely, elsősorban a téli sportok, másrészt a túrázás rajongói körében, hiszen közelében terül el a Gran Paradiso Nemzeti Park.